# أفريكانو بارك
أفريكانو بارك هي حديقة حيوان مفتوحة تقع على طريق في مصر. تعتبر أول حديقة حيوان مفتوحة في مصر والشرق الأوسط وتم افتتاحها عام 2004. يقتصر الدخول إليها على السيارات بسبب خطورة الكثير من الحيوانات، ويسمح في بعض الحالات بالسير على الأقدام على حسب خطورة الحيوانات. تضم الحديقة عدة أنواع من الحيوانات كالأسد، الغوريلا، النعام، الغزلان وغيرهم من الحيوانات كما تضم كهف كبير مظلم يحتوي على ما يزيد عن 20 نوع من أنواع الطيور الجارحة والزواحف والسلاحف والوطواط والكوبرا.